# Gracia divina
En teología cristiana se entiende por gracia divina o gracia santificante un favor o don gratuito concedido por Dios para ayudar al hombre a cumplir los mandamientos, salvarse o ser santo, como también se entiende el acto de amor unilateral e inmerecido por el que Dios llama continuamente las almas hacia sí.
Durante la historia de la teología cristiana se ha ido perfilando su definición a partir de las nociones que en la Biblia se dan de la expresión χάρις y las discusiones sobre el estado inicial del hombre antes del pecado original.

## La gracia en la Biblia
La expresión hebrea que es traducida comúnmente por gracia es hen o hesed.
En el Antiguo Testamento implica en primer lugar una actitud magnánima de benevolencia gratuita por parte de Dios que se concreta luego en los bienes que el receptor de tal gracia obtiene. Es decir, subraya por un lado la humildad del receptor y la gratuidad del don. De ahí expresiones del tipo: “si he hallado gracia ante tus ojos” (cf. Gn 34, 11; Ex 3, 21, 11, 3; 12, 36; Nm 32, 5, etc). En otras ocasiones incluye la recompensa (cf. Dt 28, 50) aunque el favor de Dios sigue considerándose no obligado y gratuito. También puede referirse a la cualidad de una persona que hace que Yahveh le tenga benevolencia (cf. Gn 39, 5; 1Sm 16, 22). Se ha de decir que en todo el Antiguo Testamento no adquiere el sentido de un don sobrenatural o virtud propia del Nuevo Testamento o de la reflexión cristiana.
En el Nuevo Testamento se encuentra la expresión en el episodio conocido como la Anunciación. Según el relato del evangelista Lucas, el ángel Gabriel al saludar a María habría usado la expresión κεχαριτωμένη (llena de gracia) que implicaría el tercer sentido de los empleados en el Antiguo Testamento. En el resto del evangelio de Lucas se usa sea para referirse a la cualidad de la persona sea también para la manifestación de benevolencia activa por parte de Dios. En el epistolario paulino y en los Hechos de los Apóstoles se da el sentido de:
- un don que santifica el alma, que se opone al pecado y que Cristo ha merecido para los cristianos (cf. Rm 4, 4-5; 11, 6; 2Co 12, 9, etc.)
- el evangelio (en contraposición a la ley (cf. Rm 6, 14)
- del poder de predicar y expulsar demonios o hacer milagros (cf. Rm 12, 6)
- el apostolado como misión (cf. 1Co 15, 10)
- las virtudes propias del cristiano (cf. 2Co 8, 7)
- la benevolencia gratuita por parte de Dios (cf. Hch 14, 26)
- actos de amor a los demás (como participar de la colecta para Jerusalén) (cf. 1Co 16, 3)
- el plan de salvación renovado tras la Resurrección (cf. Gá 5, 4).

Las cartas de Pedro usan la expresión “gracia” para referirse a la salvación misma (cf. 1Pe 10, 15) o al evangelio (cf. 1Pe 5, 12). También significa el don sobrenatural o las virtudes propias del cristiano (cf. 2Pe 3, 18; 1Pe 5, 10).

## La gracia en la teología cristiana

### El pelagianismo y san Agustín
Uno de los factores que más propició la reflexión teológica sobre el tema de la gracia divina fue el pelagianismo. Pelagio sostenía que todo mal solo podía imputarse a la libertad humana. La gracia es la acción externa en la historia que lleva al hombre a responder a Dios teniendo por modelo a Jesucristo. Sin embargo, no habría gracia “interna” o no se podría sostener una libertad humana si Dios actúa también en el interior del hombre para moverlo a hacer el bien.
A esta interpretación se opuso fuertemente san Agustín quien subrayó el daño del pecado original y la absoluta necesidad de la gracia divina para poder hacer el bien y vivir de acuerdo con los mandamientos. Esta gracia divina es concedida al hombre sin ningún mérito de su parte, gratuitamente (de ahí, precisamente su nombre: gratia). Además es consecuencia de la presencia del Espíritu Santo. Sin embargo, la acción de la gracia no suprime la libertad del hombre porque actúa por atracción, por amor.
El Concilio de Cartago del año 418 hizo eco a estas afirmaciones de san Agustín:

Quienquiera que dijere que la gracia de Dios, por la que el hombre es justificado por medio de Jesucristo nuestro Señor, vale solo para la remisión de los pecados que ya han sido cometidos, pero no como auxilio, para que no se cometan, sea anatema
Canon 3

Acerca de los frutos de los mandamientos hablaba el Señor  pues no dijo: “Sin mí obraréis con dificultad” sino “Sin mí no podéis hacer nada” (Jn 15, 5)
Canon 5

### El semipelagianismo
Las doctrinas semipelagianas se opusieron a la teología de Agustín de Hipona y sostenían una especie de predestinación así como la teoría del initium fidei (el comienzo de la conversión se debe al esfuerzo humano)
Aun cuando las tesis del semipelagianismo son todavía ocasión de discusión entre los teólogos (pues no se conoce con certeza el verdadero alcance de sus afirmaciones), San Agustín se enfrentó también a ellos como contra los pelagianos sosteniendo la primacía total de la gracia en cualquier movimiento que lleve a la salvación o justificación. Incluso el primerísimo acto de fe requiere una gracia especial de Dios según fueron aclarando los discípulos de Agustín (cf. Próspero de Aquitania, Epistola ad Rufinum (PL 51, 77-90) o Fulgencio de Ruspe, Epistolae 17.19.20). Así el Magisterio de la Iglesia se dedicó a profundizar en la distinción entre gracia sanante y gracia elevante.

### El magisterio católico anti semipelagiano
Algunos concilios africanos y los mismos Papas se ocuparon especialmente del tema del semipelagianismo subrayando de nuevo la necesidad de la intervención de Dios y su completa y gratuita iniciativa para la salvación del hombre. Bonifacio II aprobó la profesión de fe y las conclusiones del Sínodo de Orange (529) en una carta que dirigió al obispo Cesáreo de Arlés en 531. Allí retoma la enseñanza de san Agustín: cualquier acto de fe requiere una gracia a modo de acción del Espíritu Santo.
Estos documentos fueron nuevamente asumidos y recalcados durante el Concilio de Trento a raíz de las discusiones sobre la justificación.

### La gracia en la teología escolástica
Tomás de Aquino afirmaba que ni siquiera el primer movimiento de cualquier persona hacia la conversión es obra de ella misma pues el hombre en la vía de la justificación (es decir, del perdón de los pecados) no puede nada solo. Y tal justificación es obra del amor de Dios que no espera a que el hombre sea inocente para amarlo sino que lo limpia, le ofrece de nuevo una vida de hijo (cf. Summa Theologiae I-II 110, 1; I-II 113, 2) que implica una transformación y que comienza con la gracia del bautismo y las virtudes infusas y que no solo eleva sino que también mueve al hombre a buscar a Dios y a amarlo (cf. Summa Theologiae III 86, 2 ad 3; De Veritate 27, 3).
Juan Duns Scoto subraya que la justificación es un querer de Dios independiente ligado solo a cuanto haya establecido con anterioridad pues la libertad divina es absoluta. Una vez hecha esta distinción, introduce otra por la que se separa la recepción de la gracia y de las virtudes infusas de lo que llama acceptatio divina que es, en un momento posterior, la llamada de Dios por la que el hombre queda justificado antes sus ojos.
En el nominalismo se acentúa todavía más la posición de Scoto sobre la independencia y libertad divina de manera que es Dios quien escoge a algunas personas y espera de ellos los actos conformes que les permitan salvarse. Por tanto, no son necesarios los dones ni la gracia sino la acción correcta, el obrar según Dios quiere.

### Lutero y el Concilio de Trento
Aun cuando Lutero asumió la tesis de la absoluta libertad de Dios y la no necesidad de obras para alcanzar la justificación o salvación, usa la teoría de la imputación jurídica de los méritos de Cristo donde el pecado no es absolutamente eliminado o borrado, sino que es simplemente cubierto o no imputado contra el pecador por los méritos de Cristo; Dios ya no lo imputa, mientras que el pecador en realidad continúa bajo la cubierta de su existencia miserable hasta la hora de la muerte. Pues, Dios, por su absolución meramente judicial del pecado no quita el pecado en sí, sino que extiende sobre él como un manto su propia justicia: 
La persona a ser justificada se apodera por medio de la fe fiduciaria de la justicia exterior de Cristo, y con ella cubre sus pecados; esta justicia exterior se le imputa como si fuera propia, y se presenta ante Dios como teniendo una justificación externa, pero en su interior sigue siendo el mismo pecador de antes.
De acuerdo con las enseñanzas de la Iglesia católica, sin embargo, en la justificación sí se lleva a cabo un perdón de los pecados de manera que el pecado es realmente eliminado del alma, no solo el pecado original por el bautismo, sino también los pecados personales por el Sacramento de la Penitencia (Trento, Ss. V, Can. V; Ses. VI, Cap. XIV; Ses. XIV, Cap. II).
En la teología luterana, la gracia ocupa un lugar privilegiado: el hombre ha sido de tal manera dañado por el pecado original que no le es posible realizar el bien ni cuenta con la libertad necesaria para hacerlo. La justificación ocurre solamente por la gracia (sola gratia) sin ningún mérito de parte del hombre al que solo se le pide la fe.
Los católicos creen que el hombre es justificado por la sola gracia de Dios 
- a través del bautismo inicialmente
- a través de la fe que obra por caridad en la vida continua del cristiano (proceso)
- a través del sacramento de la reconciliación (en caso de que se haya perdido la gracia de la justificación por causa del pecado mortal)
El Concilio de Trento declaró que el libre albedrío del hombre, movido y animado por Dios, puede por su consentimiento cooperar con Dios, quien anima e invita a la acción; y que por ello puede disponerse y prepararse para obtener la gracia de justificación. La voluntad del hombre puede resistirse a la gracia si así elige. No es como una cosa inanimada que permanece puramente pasiva. Aún debilitado y disminuido por la caída de Adán, el libre albedrío no es destruido en la carrera (Ses. VI, cap. I y V). 
La declaración conjunta entre católicos y luteranos de 1999 sobre la doctrina de la justificación afirma:  
"Juntos confesamos que en lo que atañe a su salvación, el ser humano depende enteramente de la gracia redentora de Dios. La justificación es obra de la sola gracia de Dios. Cuando los católicos afirman que el ser humano «coopera", aceptando la acción justificadora de Dios, consideran que esa aceptación personal es en sí un fruto de la gracia y no una acción que dimana de la innata capacidad humana."
El concilio de Trento se centra también en la transformación que obra la gracia en el hombre y afirma que queda realmente libre del pecado (cf. D 1560) y de cualquier marca que pudiera causar la reprobación de Dios aun cuando el hombre deba luchar, con la ayuda de la gracia, todavía contra la concupiscencia (cf. D 1515). La justificación la ve como un tema cristológico: es la inserción en Cristo, el entrar a ser parte de su cuerpo místico. La acción de Dios no solo limpia sino que también eleva al hombre: por tanto, sigue siendo Él la causa eficiente de la justificación. Por parte del hombre se requiere, según el concilio, no solo la fe sino también las otras virtudes teologales (cf. D 1531-1534).

### Miguel Bayo
Miguel Bayo afirmaba que el estado inicial (con los dones y la amistad con Dios) del hombre era natural. De ahí que el pecado original sea lo mismo, para él, que la concupiscencia: la naturaleza humana está tan dañada que sin la gracia, todos los actos humanos son pecados. Sin embargo, el don de la gracia solo repara esta situación haciendo capaz al hombre de cumplir los mandamientos pero no lo devuelve a su estado inicial ni lo eleva a la filiación divina. En su acepción, que sería considerada un precedente directo del jansenismo  como lo explica Macias Fattoruso “la verdadera observancia de la religión estaba en la consagración entera a las premisas de la fe, que la vida cotidiana no podía estar por encima de la excepcionalidad de la salvación, que Dios es absolutamente libre para elegir a los que salva, que el libre albedrío tiene como límite la decisión divina y que retacearle a Dios poder sobre la salvación o la condena es decididamente una herejía”.

### De auxiliis
Tras el concilio de Trento y en medio de las controversias con los luteranos, los teólogos católicos se dedicaron a profundizar en la noción de gracia y en el modo en que se conjuga la acción de Dios con la libertad humana en la salvación del hombre. En ese ambiente se desarrolló una polémica entre escuelas a partir de los escritos del dominico Domingo Báñez sobre la predeterminación. Algunos miembros de la Compañía de Jesús como Luis de Molina se opusieron frontalmente a sus teorías y generaron la disputa. Para el tema de la gracia el punto en discusión dentro de la polémica era la eficacia de la gracia divina y su relación con la predestinación.

### Jansenismo
Aunque se desarrolló al mismo tiempo que la controversia de auxiliis el jansenismo permitió una nueva discusión sobre temas relacionados con la gracia. Jansenio en el Augustinus (1640) asume parte de las tesis de Bayo sobre la naturaleza humana: la situación original es la propia del hombre, y, por tanto, la gracia le es debida. Luego opone de tal manera la naturaleza del hombre caído con la anterior que no sería posible a tal hombre realizar ninguna obra buena. Abunda en detalles explicativos de cómo las llamadas “gracias actuales” (es decir, las necesarias para obrar hic et nunc una obra buena) se dan en el hombre.
Las disputas teológicas sobre el jansenismo se prolongaron con diversas condenas por parte de los Papas hasta 1794. La condenación de las proposiciones de Pascasio Quesnel en la constitución Unigenitus Dei Filius permite a la doctrina católica aclarar que la condición de Adán y Eva con sus dones era sobrenatural.

### En el catecismo de la Iglesia católica (1992)
El catecismo de 1992 dedica un apartado de la tercera parte a tratar el tema de la gracia: los números 1996 a 2005. Ofrece una definición:

La gracia es el favor, el auxilio gratuito que Dios nos da para responder a su llamada: llegar a ser hijos de Dios, hijos adoptivos, partícipes de la naturaleza divina, de la vida eterna
CEC 1996

Subraya además que tal participación es sobrenatural en el sentido de que sobrepasa las posibilidades de la naturaleza humana. A la expresión ya conocida en ámbito teológico de gracia santificante se añade la de gracia divinizadora pues se trata del don de la vida divina al alma del cristiano.
Se habla también (cf. n. 2000) de la distinción entre gracia habitual (el don permanente de esa vida divina que permite la relación con Dios) y gracias actuales como intervenciones de Dios en el camino de santificación de cada cristiano, incluso la preparación a recibir este don es también gracia. Otra distinción (cf. n. 2003) se da entre gracias sacramentales –las que vienen con cada uno de los sacramentos y gracias especiales o carismas que el Espíritu Santo concede para alguna situación particular o para la vivencia de un determinado tipo de vida (la así llamada gracia de estado).
Finalmente el catecismo recuerda que la gracia divina es sobrenatural y no es “experimentable” por tanto, como afirmó ya el Concilio de Trento, solo se conoce por la fe, no se puede deducir una justificación o salvación como si fuera un dato empírico.

## Visión de la teología evangélica
En la teología evangélica, también es un favor inmerecido. Permite, a través del Espíritu Santo, la santificación. Es la gracia el poder de Dios para la salvación de los pecadores, dándoles vida y fe para creer en el evangelio (Ef. 2:8-10).